# 飯沼一省
飯沼 一省（いいぬま かずみ、1892年（明治25年）2月15日 - 1982年（昭和57年）11月14日）は、日本の内務官僚、貴族院議員。戦前から戦後にかけ、日本の都市計画行政を牽引した人物の一人である。妻は南弘の娘・櫂子。

## 生涯
福島県会津若松市生まれ。父は白虎隊士飯沼貞吉の弟で会津松平家家令・飯沼関弥。東京小石川の旧黒田小学校（現在の文京五中の敷地）、府立四中、一高を経て、東京帝国大学法科大学を卒業後、内務省に入省。土木局属。神社局総務課長、都市計画課長、埼玉県知事、紀元二千六百年式典の事務局長を務めた後、静岡県知事、広島県知事、神奈川県知事、内務省神社局長、神祇院副総裁を歴任。
第二次世界大戦後の1946年3月12日に貴族院議員に勅選され、交友倶楽部に所属し1947年（昭和22年）5月2日の貴族院廃止まで在任。この間、内務次官を務め1946年11月18日、19日にかけて行われた昭和天皇の茨城県行幸（昭和天皇の戦後巡幸）に随行する機会があった。1947年（昭和22年）には公選制度が始まる直前の東京都長官を務めた。1948年に兵器処理委員会に関する問題で衆議院不当財産取引調査特別委員会に証人喚問された。
公職を退いた後は、都市計画協会の理事長や会長を務める傍ら、国土総合開発審議会や宅地制度審議会（会長）、あるいは都市計画審議会などのメンバーとして、都市計画に関連する国の行政に協力した。とくに、1949年制定の広島平和記念都市建設法については法案の提出に尽力し、1968年に全面改正された都市計画法に関連しては、改正の方針を検討する宅地審議会の会長、ならびに改正後に新設された都市計画中央審議会の会長として、制度の定着に努力した。また、1960年からは、国際住宅都市計画連合（IFHP）の名誉副会長を務めた。会津会会長。
1982年11月14日死去。享年90。

## 家族
- 父・飯沼関弥 - 会津藩士。飯沼貞吉の弟。
- 妻・櫂子（1899年生） - 南弘の長女[10]
- 親戚 - 山川浩、山川健次郎、大山捨松、山川二葉（以上父の母方いとこ）、西郷頼母（父方祖父の妹の夫）

## 栄典
位階
- 1937年（昭和12年）9月1日 - 従四位[11]

勲章等
- 1940年（昭和15年）8月15日 - 紀元二千六百年祝典記念章[12]

## 著書
- 『都市計画の理論と法制』
- 『地方計画論』
- 『都市計画夜話』
- 『受益者負担論』